# Брана-Бачичи
Брана-Бачичи (серб. Бољевићи / Boljevići) — село в общине Братунац Республики Сербской Боснии и Герцеговины. Население составляет 23 человека по переписи 2013 года.

## География
Площадь обрабатываемых земель — 902 гектаров.

## Население[3]
Население по годам:
- 1961 год — 505 человек;
- 1971 год — 518 человек;
- 1981 год — 411 человек;
- 1991 год — 263 человека (262 — сербы, один — представитель иной национальности).